# محاصره نصیبین (۲۳۵)
در سال ۲۲۴ میلادی، اردشیر بابکان شاهنشاهی اشکانیان را شکست داده و شاهنشاهی ساسانیان را جایگزین آن کرد. وی تقریباً بلافاصله پس از به قدرت رسیدن در تیسفون، حمله به قلمرو روم را آغاز کرد. هنگامی که سوروس الکساندر در اوایل سال ۲۳۰ میلادی حمله گسترده‌ای را به امپراتوری ایران آغاز کرد، نیروهای ایرانی به رومی‌ها تلفات سنگینی را وارد کردند. ساسانیان سپس در سال ۲۳۵ یا ۲۳۷ شهر رومی نصیبین را محاصره کردند و سرانجام آن را فتح کردند.